# Mackenziaena
Mackenziaena es un género de aves paseriformes de la familia Thamnophilidae que agrupa a dos especies nativas de las selvas del este de Sudamérica. Son conocidas vulgarmente con el nombre de bataráes.

## Distribución y hábitat

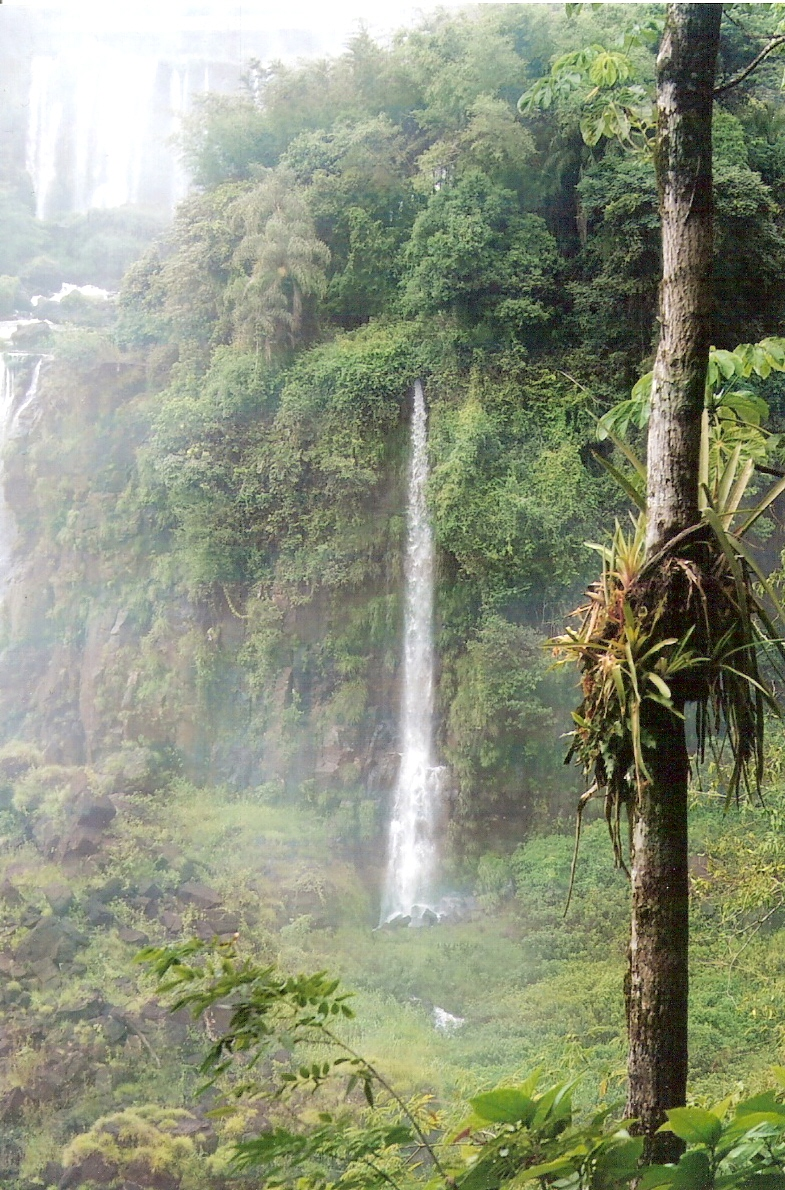
Provincia fitogeográfica Paranaense en el parque nacional Iguazú; ejemplo de hábitat de este género.

Este género se distribuye en tres países del este de América del Sur.
1. En Paraguay en los departamentos de: Alto Paraná, Amambay, Caazapá, Canindeyú, e Itapúa. 
2. En el sudeste del Brasil en los estados de: sudeste de Bahía, Espirito Santo, este de Mato Grosso do Sul, Minas Gerais, Paraná, Río de Janeiro, norte de Río Grande del Sur, Santa Catarina, y São Paulo.
3. En el noreste de la Argentina en la provincia de Misiones. 
Sus hábitats naturales son selvas subtropicales o tropicales, tanto de llanura como de montaña, de la provincia fitogeográfica Paranaense y de la Mata Atlántica en general. 

## Características
Los bataráes de este género son dos aves espectaculares, grandes, miden entre 24 y 26,5 cm de longitud, de largas colas pero de picos relativamente pequeños. Son bastante furtivas en el denso sotobosque donde habitan.

## Sistemática

### Taxonomía
Este género presumiblemente está relacionado con Thamnophilus con base en su morfología externa, especialmente el pico fuerte y enganchado, pero faltan las correspondientes pruebas moleculares que lo respalden. Mackenziaena severa podría estar más estrechamente relacionada con las especies del género Frederickena que con M. leachii.

### Etimología
El nombre genérico femenino «Mackenziaena» conmemora a Helen MacKenzie McConnell (1871-1954) esposa del explorador británico Frederick Vavasour McConnell (1858–1914).

### Lista de especies
Según las clasificaciones del Congreso Ornitológico Internacional (IOC)  y Clements Checklist/eBird v.2019, el género agrupa a las siguientes especies con el respectivo nombre popular de acuerdo con la Sociedad Española de Ornitología (SEO):
| Imagen | Nombre científico    | Autor                | Nombre común   | EC (*) |
| ------ | -------------------- | -------------------- | -------------- | ------ |
|        | Mackenziaena leachii | (Such, 1825)         | batará pintado | LC     |
|        | Mackenziaena severa  | (Lichtenstein, 1823) | batará copetón | LC     |

(*) Estado de conservación